# Frederik Julius Billeskov Jansen
Frederik Julius Billeskov Jansen (Hvidbjerg, 30 september 1907 - Kopenhagen, 21 juni 2002) was een Deense schrijver en literatuurwetenschapper.

## Leven en werk
Billeskov Jansen deed in 1926 eindexamen aan de particuliere onderwijsinstelling Herlufsholm bij Næstved. Daarna studeerde hij tot 1932 Deens en Frans aan de Universiteit van Kopenhagen. In 1938, het jaar waarin hij trouwde met Vibeke Collet Henrichsen, werd hij lector Deense taal en letterkunde aan de Sorbonne in Parijs. In 1941 keerde hij terug naar Denemarken. Van 1946 tot 1977 was hij hoogleraar in de Deense literatuur aan de Universiteit van Kopenhagen.
Billeskov Jansen was de samensteller van Den Danske Lyrik, een overzichtswerk waarin de Deense poëzie door de eeuwen heen wordt behandeld en dat in gedeelten verscheen in de jaren 1961-1985. Hij schreef studies over onder meer Ludvig Holberg (op wiens essayistisch werk hij in 1938 promoveerde), Gustav Wied en Søren Kierkegaard. Hij publiceerde ook romans en verhalen.
Billeskov Jansen ontving vele prijzen en onderscheidingen, met als bekroning in 1989 de exclusieve medaille "Ingenio et arti". In 1995, op 88-jarige leeftijd, zag hij in zijn memoires Læsefrugter terug op een lang leven met de literatuur. In 2003 verscheen postuum het herinneringsboekwerk Det er forbudt at kede sig, met onder meer reisverhalen en met bijdragen van Thomas Bredsdorff, Torben Brostrøm, Janus Billeskov Jansen en Hans Hertel.

## Publicaties (selectie)
- Holberg som epigrammatiker og essayist (dissertatie). E. Munksgaard, København, 1938-39.
- Den Danske Lyrik (redactie). Hans Reitzels Forlag, 1961-1985.
- Læsefrugter. Fra et langt livs erfaringer med litteraturen. Munksgaard-Rosinante, København, 1995.
- Ludvig Holberg og Menneskerettighederne ... og andre Holbergstudier. C.A. Reitzels Forlag, København 1999.
- Janus Billeskov Jansen, Hans Hertel (red.): Det er forbudt at kede sig. En rejse med F.J. Billeskov Jansen 1907-2002. C.A. Reitzels Forlag, København, 2003.